# Tramonto: campi di grano vicino ad Arles
Tramonto: campi di grano vicino ad Arles, chiamato anche Serata estiva ad Arles, è un quadro che van Gogh ha dipinto nel giugno 1888 mentre soffiava vento di maestrale. Per evitare che volasse via, van Gogh piantò il cavalletto nel terreno e vi fissò la tela con una corda.

## Descrizione
Nonostante fosse una piccola città basata prevalentemente sull'agricoltura, Arles vantava anche una certa industria, come si vede ciminiere di questo dipinto. Lo sviluppo della ferrovia aveva accresciuto il commercio e le vie di accesso alla città, sebbene rimanesse essenzialmente provinciale. Qui si vede una vasta distesa di grano inquieto, sormontato dallo skyline scuro della città e illuminato da un Sole gigante che le conferisce un'aria misteriosa e vagamente inquietante. Nella città all’orizzonte si può notare l’arena di Arles a sinistra del Sole. I campi di grano sono stati un motivo su cui Van Gogh si è cimentato spesso durante la sua carriera e che gli ha fornito un soggetto ideale con cui espandere la sua tecnica espressiva di pennellate brevi.
Come nella maggior parte dei suoi dipinti di campi di frumento, anche in questo caso il grano è in movimento e irrequieto, definito da rapidi tocchi di vernice che contrastano con la presenza immobile, oscura e incombente della città all'orizzonte. Era diventato sempre più preoccupato dall'espressione dei sentimenti attraverso elementi simbolici nel suo lavoro, ed è proprio attraverso la città buia che qui si manifestano i suoi primi sentimenti di inquietudine ad Arles.
Van Gogh ha scritto di ‘’Tramonto: campi di grano vicino ad Arles’’: "Un sole estivo ... città viola, corpo celeste giallo, cielo verde-blu. Il grano ha tutte le sfumature di oro antico, rame, verde-oro o rosso-oro, giallo-oro, giallo-bronzo, rosso-verde. "